# Koutkivtsi
Koutkivtsi (ukrainien : Кутківці et russe : Кутковцы) est un village (selo) du raïon de Chemerivtsi (en) dans l'oblast de Khmelnytsky dans l'Ouest de l'Ukraine.

## Personnalités notables

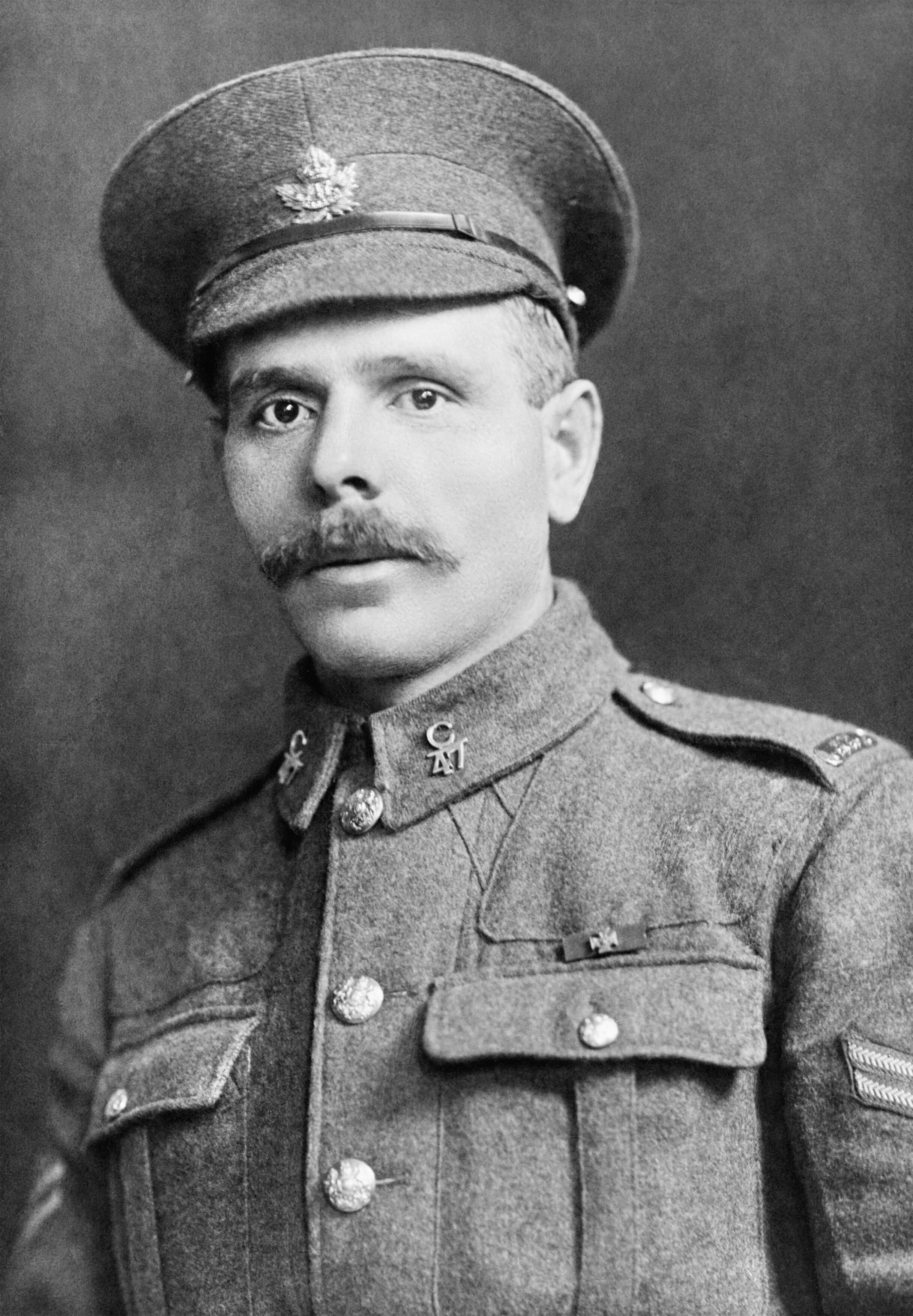
Filip Konowal

- Filip Konowal, un héros de guerre canadien né à Koutkivtsi.

## Annexe